# Katyna Ranieri
Ecaterina Ranieri, cunoscută drept Katyna Ranieri, (n. 15 august 1927, Follonica, Toscana, Italia – d. 3 septembrie 2018, Roma, Italia) a fost o cântăreață și actriță italiană.